# Pilinasica cargilli
Pilinasica cargilli là một loài ruồi trong họ Ruồi giả ong (Syrphidae). Loài này được Miller mô tả khoa học đầu tiên năm 1911. Pilinasica cargilli phân bố ở miền Australasia